# Wyborca

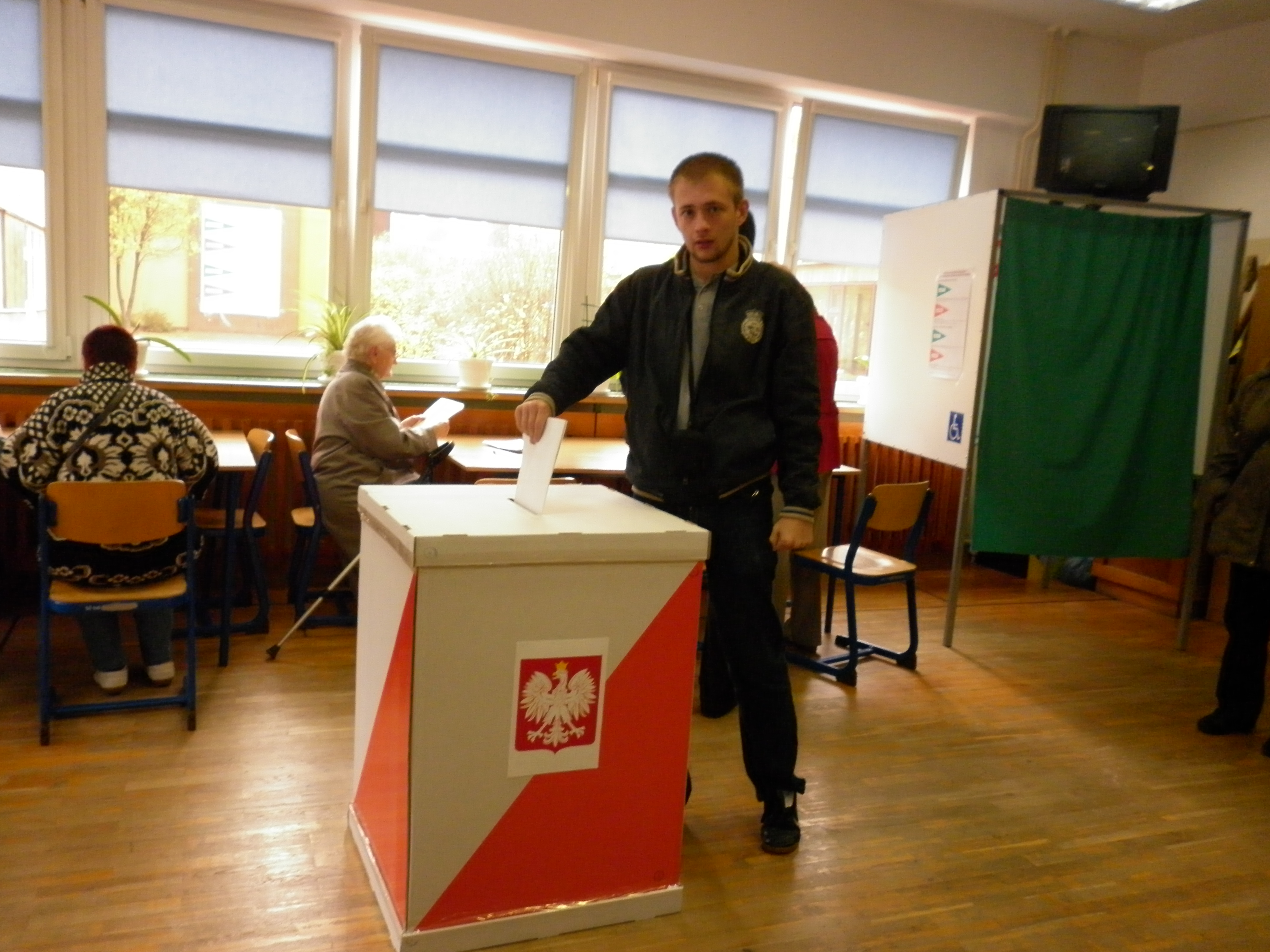
Wyborca

Wyborca – osoba uprawniona do głosowania; prawo do głosowania (czynne prawo wyborcze) w wyborach organów przedstawicielskich jest na ogół uzależnione od posiadania obywatelstwa danego państwa. Prawo Unii Europejskiej dopuszcza głosowanie obywateli państw członkowskich w wyborach posłów (deputowanych) do Parlamentu Europejskiego oraz w wyborach municypalnych.
W większości państw demokratycznych prawo do głosowania uzyskuje się w wieku umożliwiającym skuteczne dokonywanie czynności prawnych.